# Bernard Chambérod
Bernard Chamberod est ancien pilote automobile, grand spécialiste de la course de côte, discipline qu'il a dominée sans partage au début des années 2000. Il a également couru en rallyes et sur pistes glacées. 

## Biographie
Travaillant dans la réparation automobile, il débute les courses de montagne en 1987. Il remporte ses deux premières victoires en championnat d'Europe de la montagne durant la saison 2000, en obtenant de nouveau deux en 2001, puis en 2002.
De 2000 à 2004 il gagne 5 fois consécutivement le championnat de France de la Montagne. Il est également vice-champion de France sans discontinuer entre 1988 et 1998 (absolu et prototypes).
Vient ensuite le règne de Lionel Régal, qui domine à son tour la discipline jusqu'à son dramatique accident en 2010.

## Victoires notables
- Chamrousse: 1992, 1993, 1999, 2000 et 2002;
- Bagnols-Sabran: 2000, 2001, 2003, 2004 et 2005[3];
- Mont Ventoux: 1999, 2000, 2001 et 2002;
- Turckheim: 1999, 2000, 2001 et 2002;
- Mont-Dore: 1999, 2000, 2002 et 2003;
- Beaujolais: 1999, 2000, 2002 et 2003;
- Schirmeck: 1999 et 2000;
- Vuillafans: 1999, 2002 et 2003;
- Col Saint Pierre: 2003, 2004 et 2005.